# العظام الجميلة
العظام الجميلة، بالإنجليزية The Lovely Bones، هي رواية كتبتها الكاتبة الأمريكية آليس سيبولد عام 2002. تحكي الرواية قصة فتاة مراهقة تعرضت للاعتداء الجنسي والقتل، ثم تراقب الفتاة من جنتها كيفية تعامل عائلتها وأصدقاؤها مع هذا الحادث ومحاولتهم الانتقال في حياتهم بينما تتأقلم هي بموتها. حصلت الرواية على إعجاب النقاد وأصبحت من أفضل الكتب مبيعًا. حُولت لفيلم سينمائي من إخراج بيتر جاكسون، الذي اشترى حقوق الرواية بشكل شخصي، وعرض الفيلم في عام 2009. كُييفت الرواية أيضًا لتصبح مسرحية بنفس الاسم، وعُرضت لأول مرة في إنجلترا عام 2018.

## عنوان الرواية
أُخذ عنوان الرواية من اقتباس في ختام القصة، عندما تفكر سوزي في قوة أصدقائها وعائلتها الجديدة بعد وفاتها:
إن هذه هي العظام الجميلة التي نمت حول غيابي: الروابط - أحيانًا هشة، وأحيانًا تنشأ بتكلفة كبيرة، ولكن في كثير من الأحيان تكون رائعة. وبدأت أرى الأمور بطريقة تسمح لي بحمل العالم دون وجودي فيه. الأحداث التي أحضرتها وفاتي كانت مجرد عظام لجسد سيصبح كاملاً في وقت لا يمكن التنبؤ به في المستقبل. كان ثمن ما رأيته حياتي.

## الحبكة
في 6 ديسمبر 1973، تأخذ سوزي سالمون، التي تبلغ من العمر 14 عامًا، طريقها المعتاد من مدرستها إلى المنزل عبر حقل ذرة في نوريستاون بولاية بنسلفانيا. يقنعها جارها البالغ من العمر 36 عامًا، جورج هارفي، وهو عازب يبني دمى منازل للعيش، بأن يلقي نظرة على مخبأ للأطفال تحت الأرض قام ببنائه في الحقل. بمجرد أن تتسلق إلى المخبأ، يغتصبها ويقتلها، ثم يقوم بتجزئة جثتها ووضع بقاياها في خزان آمن يلقيه في حفرة، بالإضافة إلى رمي سوارها في بركة. تهرب روح سوزي نحو جنتها الشخصية.
في البداية، ترفض عائلة سالمون بشدة الاعتقاد بأن سوزي ماتت، حتى يجد كلب جارهم مرفق ذراع سوزي. يتحدث رجال الشرطة مع هارفي، ويجدونه ليس مشتبهًا فيه. يشك جاك، والد سوزي، تدريجياً في هارفي. يأخذ جاك إجازة طويلة من عمله، في الوقت نفسه، يطور راي سينغ، زميل سوزي كان معجبًا بها في المدرسة، صداقة مع روث، وذلك نتيجة لصلتهما بسوزي.
في وقت لاحق، يُخبر المحقق لين فينرمان السالمون بأن الشرطة قد استنفدت جميع الأدلة وأنها ستتوقف عن التحقيق. تلك الليلة، يلمح جاك من نافذة غرفته في البيت مصباحًا يضيء في الحقل من الذرة. معتقدًا أن هارفي عاد لتدمير الأدلة، يركض جاك لمواجهته، مسلحًا بعصا البيسبول. الشخص الذي يراه ليس هارفي، بل هو كلاريسا، أفضل صديقة لسوزي والتي تواعد برايان، أحد زملاء سوزي في المدرسة.

## الشخصيات
- سوزي سالمون: فتاة تبلغ من العمر 14 عامًا تتعرض للاغتصاب والقتل في الفصل الأول من الرواية. تسرد الرواية من رؤيتها من الجنة، حيث تشاهد أحداث العالم وتعيش أمانيها وأمنياتها بالأشياء اليومية التي لا يمكنها فعلها.
- جاك سالمون: والدها، يعمل في وكالة تأمين في تشادز فورد بولاية بنسلفانيا. بعد وفاة سوزي، ينتابه الشعور بالذنب لأنه فشل في إنقاذها.
- أبيغيل سالمون: والدتها، تتسم بمسؤوليات الأسرة المتزايدة التي أفسدت أحلام شبابها. بعد وفاة ابنتها، تترك زوجها وأطفالها لتنتقل إلى كاليفورنيا.
- ليندسي سالمون: أخت سوزي الصغرى بعام واحد، تحاول مساعدة والدها في التحقيق حول هارفي.
- بكلي سالمون: أخ سوزي الأصغر بعشر سنوات. ولادته غير المخطط لها أجبرت أبيغيل على إلغاء خططها لمهنة التدريس، يرى أحيانًا سوزي بينما تراقبه من جنتها.
- جدة لين: أم أبيغيل، شخصية غريبة تعتمد على الكحول تأتي للعيش مع عائلة سالمون عندما يطلب منها ابنها مساعدة أبيغيل للتعامل مع وفاة سوزي. بعد رحيل أبيغيل، تساعد لين في تربية أحفادها.
- جورج هارفي: جار عائلة سالمون، قاتل متسلسل للفتيات الصغيرات تمكن من الهرب من السجن، يقتل سوزي. تشتبه العائلة تدريجياً فيه، وفي النهاية يغادر نوريستاون للهروب من التحقيق. يواصل قتل الفتيات الصغيرات أثناء تنقله عبر البلاد. يموت في وقت لاحق بحادث أثناء تتبعه لضحية محتملة.
- روث كونورز: زميلة دراسة تمسس روح سوزي عندما تترك العالم. تصبح مهتمة بسوزي على الرغم من أنها لم تعرفها بشكل جيد خلال حياتها، وتبدأ في الكتابة عن رؤية الأموات.
- راي سينغ: شاب من الهند، أول وآخر شخص يقبل سوزي، والذي يصبح لاحقًا صديق روث. يتعرض للاشتباه به لأول مرة من قبل الشرطة بقتل سوزي، لكنه في وقت لاحق يثبت أن لديه الحجة الدفاعية. هو الشخص الذي تقضي سوزي وقتها القصير على الأرض معه بعد سنوات من وفاتها.
- روانا سينغ: والدة راي، التي تدخن أحيانًا السجائر مع أبيغيل سالمون.
- صمويل هيكلر: صديق ليندسي وفي وقت لاحق زوجها.
- هال هيكلر: أخ صمويل الأكبر الذي يمتلك ورشة إصلاح الدراجات النارية.
- لين فينرمان: المحقق في الشرطة المسؤول عن التحقيق في وفاة سوزي. تنتحر زوجته بعض الوقت قبل أحداث الرواية، ويخون في وقت لاحق أبيغيل.
- كلاريسا: أفضل صديقة لسوزي، تشرح سوزي أنها تعجب بها لأنها كانت دائمًا مسموحًا لها بفعل الأشياء التي لم تكن سوزي تفعلها، مثل ارتداء أحذية منصة والتدخين.
- نيت: أفضل صديق لبكلي، الذي يصرخ بالمساعدة عندما يختنق.
- برايان نيلسون: صديق كلاريسا. يرى جاك سالمون وهو يحمل عصا بجوار كلاريسا بعيدة عن البيت. يفترض أن كلاريسا هي ضحية جاك، ويأخذ العصا ويضرب جاك بشدة.
- هولي: أفضل صديقة لسوزي في الجنة. على الرغم من أن النص لا يذكر ذلك صراحةً، إلا أنه يظهر أنها من أصل فيتنامي أمريكي. ليس لديها لهجة واختارت اسمها من شخصية هولي غولايتلي في فيلم Breakfast at Tiffany's.
- فراني: امرأة عملت كعاملة اجتماعية قبل أن تُطلق عليها النار. تصبح معلمة سوزي وهولي في جنتهما.
- السيد ديويت: مدرب فريق كرة القدم للصبيان في المدرسة. يشجع ليندسي، الرياضية الناجحة، على تجربة الانضمام إلى فريقه.
- السيدة ديويت: زوجة السيد ديويت، معلمة لغة إنجليزية في مدرسة سوزي. تعلم كل من ليندسي وسوزي.

## الاستقبال

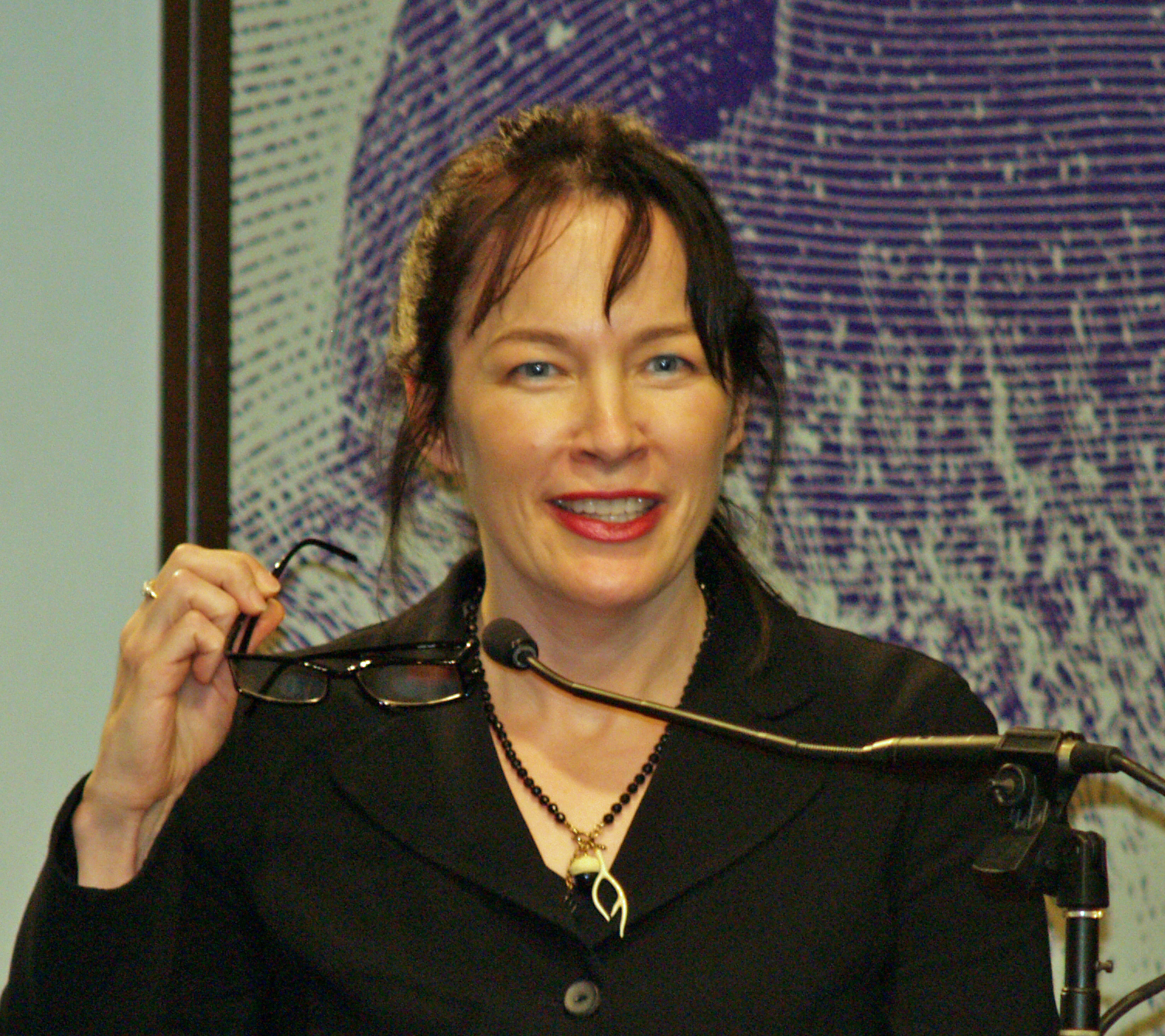
أليس سيبولد عام 2007

أبدى النقاد في الولايات المتحدة إعجابهم بشكل عام بالرواية. لاحظ العديد منهم أن القصة تحمل وعدًا أعمق من مجرد فكرة قتل فتاة مراهقة بوحشية وذهابها إلى الجنة، حيث تراقب أحداث العالم وتشعر بآمال وأماني للأشياء اليومية التي لم تعد قادرة على القيام بها.
كتبت كاثرين بوتون في مراجعة نشرتها في صحيفة نيويورك تايمز: "هذا هو الأداء على حبل مشدود لروائية مبتدئة، وأليس سيبولد تحتفظ بتوازن مثالي تقريبًا ".

أما آلي سميث من صحيفة الغارديان، فكتبت أن رواية العظام الجميلة "هي تكرار مصمم للبراءة، مفهوم وحدة الأسرة الأمريكية، معوّج نعم، لكنه نقي وجيد على الرغم من ذلك". في حين اعتبر فيليب هنشر أن الرواية كانت "قابلة للقراءة جدًا" ولكنها في النهاية تبدو كتمرين لطيف وفاقع في التعبير عن المشاعر والعبث". هنشر لفت أيضًا إلى أنها "جنة لا وجود للخالق فيها تمامًا. ومع ذلك، أكدت سيبولد أن
الكتاب ليس مقصودًا أن يكون دينيًا، لكن إذا كانت الناس ترغب في اتخاذ الأمور وتفسيرها هكذا، فإنني لا أستطيع القيام بأي شيء بشأن ذلك. إنه كتاب يحمل فيه الإيمان والأمل ومواضيع عالمية كبيرة، لكنه ليس مقصودًا أن يكون هكذا 'هذا هو النظرة التي يجب أن تنظر بها إلى الحياة بعد الموت.

## تحويلها لفيلم سينمائي

ملصق فيلم The Lovely Bones.

رواية العظام الجميلة حازت على اهتمام المخرج بيتر جاكسون الذي اشترى حقوق تصوير الكتاب كفيلم سينمائي. وفي مقابلة أجراها عام 2005، أكد جاكسون أنه يريد الاحتفاظ بالأجواء والمزاج الفريد الذي يتميز به الكتاب، وأنه لا يرغب في تغييره كثيرًا في الفيلم. كما أشار إلى أنه يسعى إلى تصوير جنة سوزي بطريقة تجعلها تبدو خيالية وعاطفية دون أن تبدو مبالغًا فيها.
فيلم الرواية يضم مجموعة من الممثلين البارزين، حيث قامت ساويرس رونان بدور سوزي سالمون، ومارك والبرج بدور جاك سالمون، وستانلي توتشي بدور جورج هارفي، وراشيل وايز بدور أبيجيل سالمون، وسوزان ساراندون بدور الجدة لين، وروز ماكيفر بدور ليندسي سالمون.
عُرض الفيلم بشكل محدود في ثلاث دور سينما في الولايات المتحدة في 11 ديسمبر 2009، ومن ثم عُرض على نطاق واسع في 15 يناير 2010. ورغم أن الفيلم حصل على مراجعات متنوعة من النقاد، إلا أنه ترشح لجائزة الأوسكار في فئة أفضل ممثل مساعد وذلك لأداء ستانلي توتشي في الفيلم.